# Ochthebius celatus
Ochthebius celatus es una especie de escarabajo del género Ochthebius, familia Hydraenidae. Fue descrita científicamente por Jaech en 1989.
Se distribuye al nordeste de Grecia (en la isla de Léucade). Mide 1,5 milímetros de longitud.